# Праттсвілл (переписна місцевість, Нью-Йорк)
Праттсвілл (англ. Prattsville) — переписна місцевість (CDP) в США, в окрузі Грін штату Нью-Йорк. Населення — 384 особи (2020).

## Географія
Праттсвілл розташований за координатами 42°20′50″ пн. ш. 74°25′43″ зх. д. / 42.34722° пн. ш. 74.42861° зх. д. (42.347243, -74.428721).  За даними Бюро перепису населення США в 2010 році переписна місцевість мала площу 10,46 км², уся площа — суходіл.

## Демографія
Згідно з переписом 2010 року, у переписній місцевості мешкало 355 осіб у 152 домогосподарствах у складі 93 родин. Густота населення становила 34 особи/км².  Було 227 помешкань (22/км²).
Расовий склад населення:
| - 98,6 % — білих - 0,3 % — корінних американців |

До двох чи більше рас належало 1,1 %. Частка іспаномовних становила 0,6 % від усіх жителів.
За віковим діапазоном населення розподілялося таким чином: 22,8 % — особи молодші 18 років, 57,2 % — особи у віці 18—64 років, 20,0 % — особи у віці 65 років та старші. Медіана віку мешканця становила 42,5 року. На 100 осіб жіночої статі у переписній місцевості припадало 101,7 чоловіків;  на 100 жінок у віці від 18 років та старших — 87,7 чоловіків також старших 18 років.
Середній дохід на одне домашнє господарство  становив 45 662 долари США (медіана — 42 639), а середній дохід на одну сім'ю — 56 027 доларів (медіана — 44 821). За межею бідності перебувало 28,9 % осіб, у тому числі 58,2 % дітей у віці до 18 років та 4,3 % осіб у віці 65 років та старших.
Цивільне працевлаштоване населення становило 79 осіб. Основні галузі зайнятості: мистецтво, розваги та відпочинок — 25,3 %, будівництво — 24,1 %, освіта, охорона здоров'я та соціальна допомога — 20,3 %.